# Де Хене, Рюд
Рюдолф Корнелиус (Рюд) де Хене (нидерл. Rudolph Cornelius "Ruud" de Chêne; 30 ноября 1938, Тилбург — 20 февраля 2015, там же) — нидерландский футболист, игравший на позиции правого крайнего нападающего, выступал за тилбургский клуб НОАД.

## Карьера
В 1957 году де Хене в возрасте 18 лет дебютировал за футбольный клуб НОАД. Первую игру в чемпионате Нидерландов нападающий провёл 7 апреля против клуба БВВ — на выезде на стадионе «Де Влирт» его команда уступила со счётом 6:0. В оставшихся матчах чемпионата де Хене выходил на поле ещё в пяти матчах — 30 апреля отметился победным голом во встрече с «Виллемом II». В первом в истории сезоне Эредивизи команда НОАД заняла 12-е место.
За четыре года Рюд сыграл за клуб 54 матча и забил 3 гола в Эредивизи. В сезоне 1960/61 его команда заняла последнее место в чемпионате и навсегда покинула высший дивизион страны. Летом 1961 года де Хене выставлялся на трансфер, но в итоге остался в команде.

## Личная жизнь
Рюд родился в ноябре 1938 года в городе Тилбург. Отец — Якобюс Йосефюс де Хене, мать — Мария Бернадетта Смёлдерс, оба родителя были родом из Тилбурга.
Умер в феврале 2015 года в возрасте 76 лет. Через несколько дней был кремирован.